# Tanque medio M7
El M7, cuya designación era Medium Tank M7, se concibió originalmente como un reemplazo con armamento mejorado del M3 Stuart. Se suponía que el proyecto montaría el mismo cañón de 75 mm que el M4 Sherman mientras retenía el peso ligero y la maniobrabilidad del M3 Stuart; sin embargo, durante el desarrollo, el peso del prototipo superó el estándar del Ejército de los EE. UU. para tanques ligeros, pasó a la categoría media y cambió su nombre. El M7 tenía significativamente menos blindaje que el M4 Sherman, no tenía mayor poder de fuego y solo tenía una ligera ventaja en velocidad máxima. Por estas razones, y porque el M4 ya estaba probado en combate y en plena producción, el M7 se dejó de lado poco después de completar las pruebas.

## Desarrollo
En enero de 1941, la Fuerza Blindada preparó una lista de características para un nuevo tanque ligero. Se le asignó la designación T7. Durante el programa de desarrollo, su peso aumentó de 14 a casi 27 toneladas. Por lo tanto, OCM 18522, con fecha del 6 de agosto de 1942, dio una clasificación más adecuada que estandarizó al T7E5 como el tanque medio M7.

### Clasificaciones
- T7 - Casco soldado, transmisión hidramática de cinco velocidades, suspensión de resorte voluta.
- T7E1 - Casco remachado, torreta de plancha homogénea formada, convertidor de par.[4]
- T7E2 - Mitad superior del casco fundido, motor Wright R-975, convertidor de par Warner Gear, armado con un QF de 6 libras Mark III.
- T7E3 - Casco y torreta soldados, motores diésel Hercules DRXBS dobles, transmisión automática Detroit Gear.
- T7E4 - Casco y torreta soldados, motores Cadillac dobles, dos transmisiones Hydramatic.
- T7E5 - T7E2 rearmado con un M3 75 mm, estandarizado como M7 medio. medium[4][5]

## Pruebas
La prueba reveló que los vehículos producidos eran más pesados de lo previsto, de 28 a 29 toneladas completamente abastecidos. Esto redujo su desempeño y la producción se detuvo hasta que se pudo rectificar. El análisis del problema indicó que se debió a que las piezas fundidas eran más gruesas de lo especificado. Seis de los tanques de producción se modificaron para utilizar las piezas de fundición más ligeras posibles y se revisaron sus trenes de potencia para mejorar el rendimiento. Los vehículos modificados fueron mencionados como M7E2 en algunos documentos. La prueba de los vehículos modificados reveló un desempeño mejorado, pero solo a velocidades más bajas y su desempeño se consideró inferior al del tanque medio M4A3. Los 6 vehículos modificados y los 7 restantes fueron aceptados como tanques medios M7, lo que elevó el total de la producción a 13 tanques. Por lo tanto, los registros de aceptación de producción muestran solo un total de 7 tanques.
Al menos un M7 sobrevive hasta nuestros días. Se guarda en el Centro de Almacenamiento de Historia Militar del Ejéricto de los Estados Unidos en Anniston, Alabama. Formalmente formó parte de la colección del Museo de Aberdeen Proving Ground. Está listado en la colección como: Tanque, Ligero, Experimental, Ejército de los Estados Unidos, Acero, Verde oliva, M7, 75 mm, Estados Unidos.